# Arabidopsis neglecta
Arabidopsis neglecta là một loài thực vật có hoa trong họ Cải. Loài này được (Schult.) O'Kane & Al-Shehbaz mô tả khoa học đầu tiên năm 1997.